# Decano (química)
El decano (o n-decano) es un alcano cuya fórmula molecular es C10H22. 
Tiene 75 isómeros y todos son líquidos inflamables. Como otros alcanos, es un compuesto no polar, y por lo tanto, no se disuelve en agua.
Es uno de los componentes de la gasolina.